# Dollodon bampingi

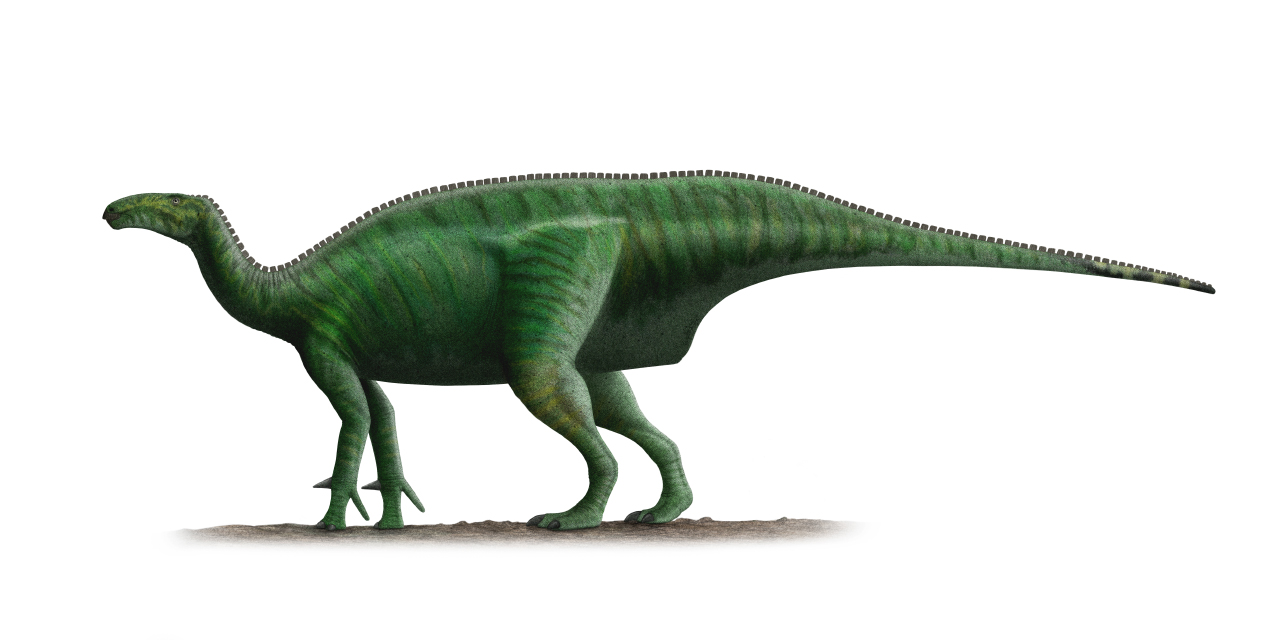
Il·lustració de Dollodon

Dollodon bampingi és una espècie de dinosaure ornitòpode que va viure al Barremià i possiblement a l'Aptià inferior, al Cretaci inferior. Les seves restes fòssils es coneixen de Bèlgica (Bernissart), i possiblement d'Alemanya i Anglaterra. Dollodon fou un iguanodont herbívor lleuger, d'uns 6 metres de longitud i un pes estimat d'una tona. L'espècimen holotip de Dollodon, IRSNB 1551, es va assignar originalment a Iguanodon mantelli. L'espècimen s'ha assignat al seu propi gènere i espècie per Gregory S. Paul l'any 2008. El nom del gènere fa referència a Louis Dollo, el primer a descriure les restes fòssils i el nom de l'espècie fa referència a Mr. D. Bamping.